# Carlo Amati in sinovi
Carlo Amati in sinovi, italijanska družina tržaških tiskarjev.
Družina tržaških tiskarjev Amati je v osemdesetih in devetdesetih letih 19. stoletja tiskala več slovenskih tiskov: Življenje Josipa Godine-Verdelskega (1879), Čitanka, namenjena za pouk, znanje in kratek čas posebno bolj mladim Slovencem in Slovenkam (1882), nekatera dela Juraja Dobrile in Janeza Krstnika Flappa, dva letnika Jurijevega koledarja (1885, 1886), brošurico Matije Sile Sveti Jožef v Ricmanjih (1890) ter liste Edinost (1894-1898), Juri s pušo (1884-1887) in Slovenski delavec (1884-1885).